# Thuès-Entre-Valls
Thuès-Entre-Valls település Franciaországban, Pyrénées-Orientales megyében. Lakosainak száma 26 fő (2022. január 1.). Thuès-Entre-Valls Canaveilles, Nyer és Fontpédrouse községekkel határos.

## Népesség
A település népessége az elmúlt években az alábbi módon változott:
| Lakosok száma | 32   | 35   | 38   | 37   | 39   | 40   | 35   | 31   | 26   |
|               | 2013 | 2015 | 2016 | 2017 | 2018 | 2019 | 2020 | 2021 | 2022 |